# Adolphe Tohoua
Adolphe Tohoua (Anyama, 9 december 1983) is een Ivoriaanse voetballer.

## Carrière
Tohoua begon zijn carrière bij Rio Sport d'Anyama in eigen land. In 2002 kwam hij samen met Arouna Koné naar Lierse, in de Jupiler League. Terwijl Koné na één seizoen bij Lierse hogerop sprong en uiteindelijk bij clubs als PSV Eindhoven, Sevilla FC en Everton FC belandde, belandde Tohoua na de degradatie van Lierse in 2006 bij Excelsior Moeskroen. In zijn eerste seizoen bij Moeskroen was hij vaak geblesseerd, en ook in zijn tweede seizoen kwam hij door de trainerswissel van Marc Brys naar Enzo Scifo niet altijd aan de oppervlakte. Tohoua werd uiteindelijk naar de B-kern gestuurd (samen met David Grondin, Karim Fellahi, Michaël Niçoise en Miguel Palencia) en verliet in de zomer in onderling overleg. Hij vond snel onderdak bij FC Brussels, pas gedegradeerd uit de Jupiler Pro League.
Bij Brussels slaagde Tohoua er niet in om weer naar Eerste klasse te promoveren. In 2010 zakte hij af naar derdeklasser KSK Hasselt. Sindsdien is Tohoua actief in de Belgische lagere divisies.